# Michaël Rossi
Michaël Rossi (ur. 12 kwietnia 1988 roku w Chambéry) – francuski kierowca wyścigowy.

## Kariera
Rossi rozpoczął karierę w międzynarodowych wyścigach samochodowych w 2000 roku od startów w Formule Dodge National Championship. Z dorobkiem d39 punktów uplasował się tam na dwudziestej pozycji w klasyfikacji generalnej. W późniejszych latach Francuz pojawiał się także w stawce edycji zimowej Brytyjskiej Formuły Renault, Włoskiej Formuły Renault, Francuskiej Formuły Renault, Mégane Trophy Eurocup, THP Spider Cup, SEAT Leon Supercopa Spain, SEAT Leon Eurocup, Formuły Le Mans, World Touring Car Championship, European Touring Car Cup, 24H Series, FIA GT3 European Championship, French GT Championship oraz FIA GT1 World Championship.
W World Touring Car Championship Francuz wystartował podczas japońskiej rundy sezonu 2010 z hiszpańską ekipą SR-Sport. W pierwszym wyścigu nie dojechał do mety, a w drugim był dwunasty.